# Barclay James Harvest
Barclay James Harvest és un grup de Pop-Rock Progressiu/Simfònic, amb influències de música clàssica, procedent del Regne Unit. Actualment el grup està separat, encara que els seus membres segueixen actius a Barclay James Harvest featuring Les Holroyd i John Lees' Barclay James Harvest.

## Història

### 1966: Els inicis
A principis dels anys seixanta, els futurs integrants de Barclay James Harvest s'iniciaven en la música en bandes de rythm and blues d'Oldham: John Llegeixes i Stuart "Wooly" Wolstenholme en The Blues Keepers, i Els Holroyd i Mel Pritchard en Heart and Soul and the Wickeds. En la tardor de 1966, diversos membres de les dues bandes van començar a tocar junts en The Blues Keepers, fins a arribar a una formació estable de quartet amb John Llegeixes, Els Holroyd, Mel Pritchard i Wooly Wolstenholme. Com la seva intenció era tocar material propi bastant allunyat musicalment del rythm and blues, van decidir donar un nou nom a la banda. Van escollir el nom traient trossos de paper amb paraules d'un barret. El resultat va ser Barclay James Harvest.

### 1967 - 1973: Els anys amb Harvest
Barclay James Harvest (d'ara endavant BJH) es va fer professional en 1967, amb l'ajut de la seva manager i mecenes John Crowther. Aquest els va aconseguir un contracte d'un sol disc amb Parlophone, que els va permetre publicar el seu primer single. La cara A era el tema pastoral Early Morning, i la cara B Mr. Sunshine. Encara que el single va tenir certa repercussió, al que va ajudar un documental de Granada TV sobre l'estil de vida del grup, la relació amb Parlophone no va tenir continuïtat. No obstant això, la discogràfica EMI tenia el projecte de crear un segell de música progressiva. BJH va ser dels primers grups contractats en el segell, que significativament es cridaria Harvest Records. La primera col·laboració amb EMI va ser un single que incloïa les cançons Brother Thrush i Poor Wages. Els interessos musicals de BJH els van portar a col·laborar amb una orquestra de manera estable, la The Barclay James Harvest Symphony Orchestra. En el primer àlbum del grup, titulat Barclay James Harvest, es veuen els primers resultats d'aquesta col·laboració, especialment en el tema Dark Now my Sky. The Iron Maiden, un altre tema d'aquest àlbum, està inclòs avui dia en el repertori en directe de John Llegeixes' Barclay James Harvest.
El segon disc de BJH amb el segell Harvest va ser Once Again, que va sortir a la venda al febrer de 1971. Aquest disc és considerat per molts el millor de BJH en aquesta època. Apareix en ell el tema clàssic Mockingbird, interpretat en pràcticament tots els concerts de BJH des de 1971. Un parell d'anys més tard va aparèixer una versió cuadrafónica d'aquest disc.
BJH gravaria altres dos discos en el segell Harvest: Barclay James Harvest and Other Short Stories i Baby James Harvest. Aquest últim disc, que anava a cridar-se Four Wings, anava a tenir format de doble àlbum, dedicant una cara de disc a les composicions de cadascun dels membres del grup. Encara que no han estat tan valorats com a Once Again, aquests dos àlbums inclouen temes com After the Day, Summer Soldier o Medicine Man, que formen part del repertori clàssic de BJH.
Una de les possibles causes de la sortida de BJH del segell Harvest va ser l'elevat cost dels seus concerts. Els quatre membres de BJH tocaven conjuntament amb una orquestra de fins a 45 persones, dirigida per Martyn Ford. No es va disposar de material oficial gravat d'aquests concerts fins a la publicació, l'any 2002, de BBC In Concert 1972.

### 1973 - 1979: Canvi a Polydor i primers èxits
En 1973, BJH abandona Harvest i signen amb Polydor. En 1974 publiquen el seu primer àlbum amb aquest segell, Everyone Is Everybody Else. Amb material de la gira de presentació d'aquest disc publiquen Live, que suposa la seva primera aparició en les llistes d'èxits. Amb els dos àlbums següents, Time Honoured Ghosts i Octoberon comencen a ser coneguts i actuar en directe a Europa i Estats Units. 1977 és l'any de major èxit en la història de BJH: el seu àlbum Gone to Earth, i especialment el single del tema Hymn aconsegueixen llocs alts en les llistes d'èxits alemanyes. Des de llavors, França, Alemanya i Suïssa són els països on BJH ha tingut més èxit. Responent amb sentit de l'humor a algunes crítiques desfavorables, que titllaven a BJH d'un The Moody Blues per a pobres, inclouen en Gone to Earth el tema Poor Man's Moody Blues, un dels més benvolguts de BJH.
En 1978 BJH publiquen Live Tapis, un doble en directe amb materials de la gira de Gone to Earth, i més tard l'àlbum en estudi XII. Després de la publicació d'aquest disc, Wooly Wolstenholme abandona el grup, a causa de divergències musicals amb la resta dels seus membres. Wolstenholme inicia la seva carrera en solitari, creant la seva pròpia banda Maestoso. L'escàs èxit d'aquest grup li porta poc després a retirar-se de la música i a dedicar-se a la seva granja d'agricultura orgànica.
Els quatre primers discos que BJH va gravar amb Polydor tenen un so ben diferent als de l'època Harvest. BJH abandona gairebé completament els arranjaments orquestrals per un so més elèctric, en el qual el melotron de Wooly Wolstenholme té un important paper. Les tasques de composició recauen en John Llegeixes i Els Holroyd, amb col·laboracions ocasionals (no més de dues cançons per àlbum) de Wooly Wolstenholme. Un de les peculiaritats del grup, a partir de Everyone Is Everybody Else és que cada membre del grup canta els temes que compon.

### 1979 - 1997: Barclay James Harvest com a trio
Després de la marxa de Wooly Wolstenholme, BJH decideix continuar com a trio, recolzant-se en músics de sessió per a les parts de teclats tant en estudi com en directe. El seu primer disc com a trio, Eyes of the Universe amb un so menys complex que els anteriors, té un gran èxit comercial. El 30 d'agost de 1980 actuen davant 175.000 persones en un concert gratuït enfront de l'edifici del Reichstag a Berlín. En aquest concert presenten alguns temes del seu següent disc, Turn of the Tide, entre ells Life is for Living, un altre dels seus grans èxits comercials. En 1982 publicarien un Berlin – A Concert For The People, basat en el concert de 1980 en aquesta ciutat. Turn of the Tide i Berlin suposarien un notable èxit comercial a Europa, sobretot a Alemanya, encara que molt menor en el Regne Unit.
En 1983 i 1984 apareixen Ring of Changes i Victims of Circumstance. Amb aquests dos àlbums continua l'èxit comercial del grup, sobretot a Europa. D'acord amb les tendències musicals de l'època, els arranjaments de teclat tenen gran pes en el so del grup. Després de Victims of Circumstance BJH no té activitat fins a 1987, quan publica Face to Face. Gravat amb productors diferents als dos discos anteriors, Face to Face suposa una volta al so original del grup, encara que amb un so i producció concorde a l'època. En la gira de Face to Face BJH torna a oferir un concert gratuït a Berlín, aquesta vegada en Treptower Park, en el sector aquest de la ciutat. Amb material d'aquest concert es va editar Glastnost, el quart disc en directe del grup. Welcome to the Xou, publicat en 1990, comparteix moltes de les virtuts de Face to Face. En 1992 el grup surt de gira sense presentar àlbum, amb motiu del 25 aniversari del grup, i en 1993 publiquen Caught in the Light. Aquest disc suposa un pas enrere important per BJH, des dels punts de vista comercial i artístic. Llastrat per una pobra producció, Polydor promociona poc l'àlbum, i les baixes vendes condueixen a la rescissió del contracte amb el seu segell des de 1973. Aquest fet, al costat d'una sèrie de problemes legals, suposa un estancament important en la carrera del grup. En 1996, BJH signa un nou contracte amb la filial alemanya de Polydor. L'últim disc de Barclay James Harvest com a tal, River of Dreams, es publica per a Alemanya i Suïssa.

### 1997: Barclay James Harvest se separa en dos grups
Després de la gira de 1997 per Alemanya i Suïssa, la banda decideix suspendre les seves activitats de manera temporal. En la pràctica, els membres del grup inicien carreres en solitari. D'una banda, Els Holroyd funda Barclay James Harvest featuring Els Holroyd. Mel Pritchard acompanyaria als Holroyd en aquest nou grup, fins a la seva defunció en 2004. D'altra banda, John Llegeixes funda la seva pròpia versió de BJH, cridada primer Barclay James Harvest trough the eyes of John Llegeixes i posteriorment John Llegeixes' Barclay James Harvest. Woolly Wolstenholme, després d'un retir de gairebé vint anys, torna a l'activitat musical acompanyant a John Llegeixes.

## Membres
- Els Holroyd - baix, veu
- John Llegeixes - guitarra elèctrica i acústica, veu
- Mel Pritchard - bateria
- Stuart "Woolly" Wolstenholme - mellotron, teclats, veu

## Discografia

### Discos en estudi i directe de Barclay James Harvest
- 1970: Barclay James Harvest
- 1971: Once Again
- 1971: Barclay James Harvest and other short stories
- 1972: Baby James Harvest
- 1974: Live, (disc en directe)
- 1974: Everyone Is Everybody Else
- 1975: Time Honoured Ghosts
- 1976: Octoberon
- 1977: Gone To Earth
- 1978: Live Tapis, (disc en directe)
- 1978: XII
- 1979: Eyes Of The Universe
- 1981: Turn Of The Tide
- 1982: Berlin – A Concert For The People, (disc en directe)
- 1983: Ring Of Changes
- 1984: Victims Of Circumstance
- 1987: Face To Face
- 1988: Glasnost, (disc en directe)
- 1990: Welcome To The Xou
- 1993: Caught In The Light
- 1997: River Of Dreams
- 2002: BBC In Concert 1972, (disc en directe)

### Recopilacions de Barclay James Harvest
- 1972: Early Morning Onwards
- 1977: The Best of Barclay James Harvest
- 1979: The Best of Barclay James Harvest, Volume 2
- 1980: Mockingbird/Best of
- 1981: The Best of Barclay James Harvest, Volume 3
- 1985: The Compact Story of BJH
- 1987: Another Arable Parable
- 1990: Alone We Fly
- 1991: The Harvest Years
- 1993: Sorcerers and Keepers
- 1996: Endless Dream
- 1992: The Best of Barclay James Harvest
- 1997: The Best of Barclay James Harvest
- 1997: Mocking Bird
- 1999: Master Sèries
- 2000: The Collection
- 2001: Mockingbird
- 2001: Mocking Bird - The Best of Barclay James Harvest
- 2005: All is Safely Gathered In